# Xã Harrisburg, Quận Van Buren, Iowa
Xã Harrisburg (tiếng Anh: Harrisburg Township) là một xã thuộc quận Van Buren, tiểu bang Iowa, Hoa Kỳ. Năm 2010, dân số của xã này là 343 người.